# McLane Stadium
McLane Stadium è uno stadio di football americano situato a Waco, in Texas, di proprietà e gestito dalla Baylor University.

## Descrizione

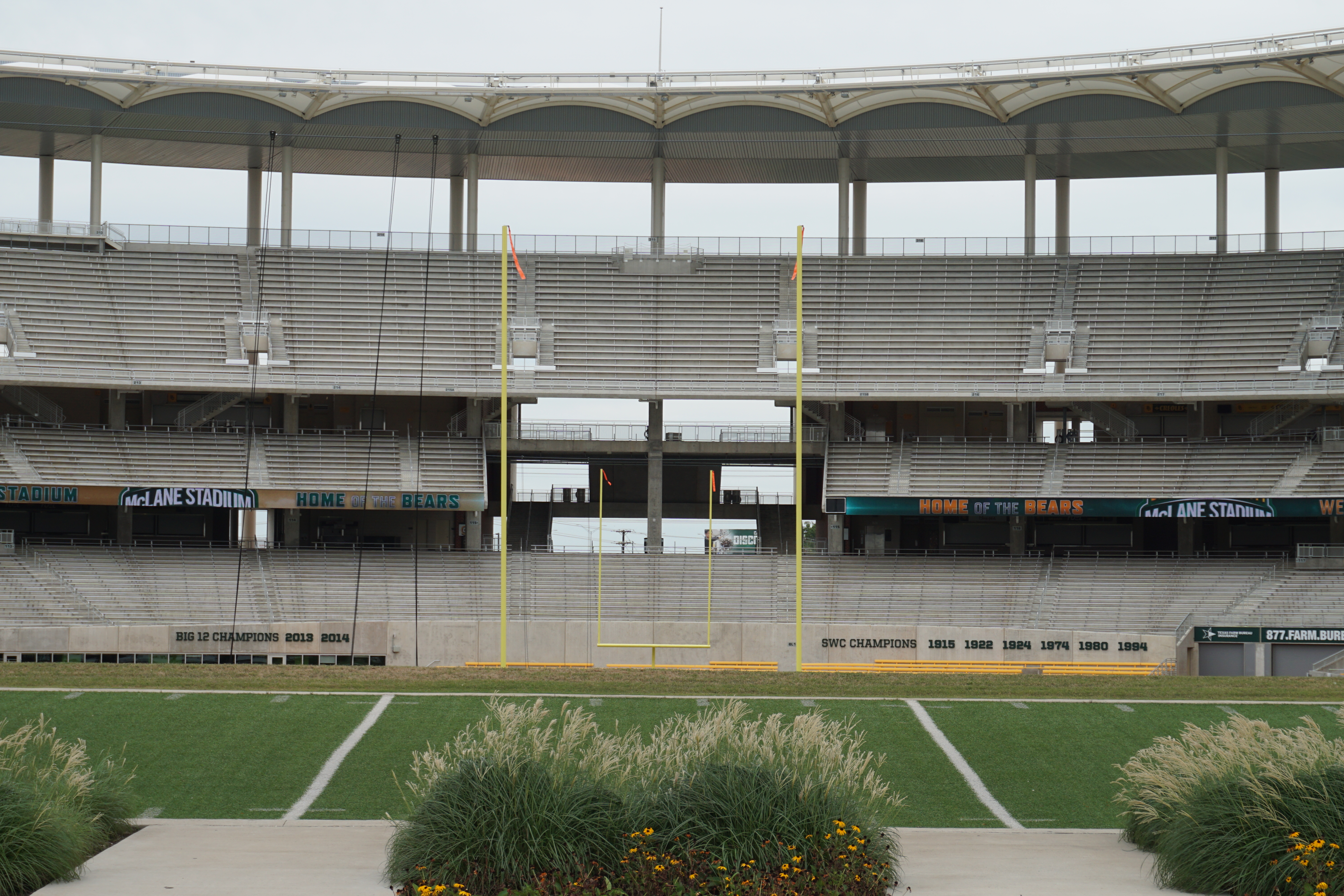
Interno dello stadio

Originariamente chiamato "Baylor Stadium", il nome della struttura è stato cambiato in McLane Stadium nel dicembre 2013 per onorare l'alunno di Baylor e il magnate d'affari Drayton McLane, Jr., che ha fornito il contributo principale nella campagna di raccolta fondi per la costruzione dello stadio. La prima partita della Baylor alla McLane fu giocata il 31 agosto 2014, con i Bears che sconfissero l'SMU 45-0. Lo stadio ha una capacità di 45.140 spettatori ed è stato progettato per essere espandibile fino a una capacità di 55.000.